# Орден Підприємницьких заслуг
Орден Підприємницьких заслуг (порт. Ordem do Mérito Empresarial) — державна нагорода Португалії за цивільні заслуги.

## Історія
4 червня 1893 року під час свого перебування у місті Бежа король Португалії Карлуш I заснував Королівський орден За аграрні та промислові заслуги, який поділявся на два дивізіони — аграрний і промисловий.
Прийшовши до влади в ході революції 1910 року, уряд скасував всі королівські ордени, окрім ордена Вежі і Меча. Проте вже в 1917 році орден За аграрні та промислові заслуги був відновлений як республіканська нагорода.
У 1927 році статут ордена було змінено, у зв'язку з запровадженням нових орденів.
У 1962 році в статут ордена внесено зміни: клас кавалера і дами ордену замінені на медаль.
У 1991 році був заснований дивізіон за комерційні заслуги і орден став називатися: орден За аграрні, промислові та комерційні заслуги.
У 2011 році орден отримав нову назву: Підприємницьких заслуг.

## Положення
Орден Підприємницьких заслуг вручається громадянам: підприємцям, або працівникам відповідних сфер діяльності, які своєю працею сприяють зростанню добробуту держави в аграрному і лісовому секторі, промисловості, торгівлі. Орден може бути вручений як колективна нагорода установам і населеним пунктам в якості Почесного члена. Орден може бути вручений іноземним громадянам.
Орден складається з п'яти класів у трьох дивізіонах, яким вручаються відповідні інсигнії:
- Кавалер Великого хреста — знак ордена на широкій чрезплечной стрічці і позолочена зірка на лівій стороні грудей.
- Гранд-офіцер — знак ордена на шийній стрічці і позолочена зірка на лівій стороні грудей.
- Командор — знак ордена на шийній стрічці і срібна зірка на лівій стороні грудей.
- Офіцер — нагрудний знак ордену на стрічці з розеткою.
- Медаль — нагрудний знак на стрічці.

Орденські планки і постномінальні літери
За аграрні заслуги
| Кавалер Великого хреста | Гранд-офіцер | Командор | Офіцер | Медаль |
|                         |              |          |        |        |
| GCMA                    | GOMA         | ComMA    | OIMA   | MIMA   |

За промислові заслуги 
| Кавалер Великого хреста | Гранд-офіцер | Командор | Офіцер | Медаль |
|                         |              |          |        |        |
| GCMI                    | GOMI         | ComMI    | OIMI   | MIMI   |

За комерційні заслуги 
| Кавалер Великого хреста | Гранд-офіцер | Командор | Офіцер | Медаль |
|                         |              |          |        |        |
| GCMC                    | GOMC         | ComMC    | OIMC   | MIMC   |

## Опис
Знаки ордена для всіх дивізіонів однотипні, за винятком кольору емалі: для аграрного — зелений, для промислового — червоний, для комерційного — синій.
Знак ордена — девятикінечна зірка, двогранні загострені промені якої покриті емаллю відповідного дивізіону кольору. Між променями золоті штралі, що складаються з п'яти промінчиків у вигляді «ластівчиного хвоста», на яких поміщена п'ятикутна зірка емалі відповідного дивізіону кольору. У центрі золотий круглий медальйон з облямівкою білої емалі. У медальйоні державний середній герб Португалії в кольорових емалях. На каймі напис золотими літерами в залежності від дивізіону: «MERITO AGRICOLA» («MERITO COMERCIAL», «MERITO INDUSTRIAL»).
Знак за допомогою перехідної ланки у вигляді двох оливкових гілок зеленої емалі, перев'язаних стрічкою внизу, кріпиться до орденської стрічки.
Зірка ордена аналогічна знаку.
Стрічка ордена кольору дивізіону з білою смугою по центру.